# Rogersville (Tennessee)
Rogersville es un pueblo ubicado en el condado de Hawkins en el estado estadounidense de Tennessee. En el censo de 2010 tenía una población de 4420 habitantes y una densidad poblacional de 502,67 personas por km².

## Geografía
Rogersville se encuentra ubicado en las coordenadas 36°24′29″N 83°0′14″O / 36.40806, -83.00389. Según la Oficina del Censo de los Estados Unidos, Rogersville tiene una superficie total de 8.79 km², de la cual 8.79 km² corresponden a tierra firme y (0%) 0 km² es agua.

## Demografía
Según el censo de 2010, había 4.420 personas residiendo en Rogersville. La densidad de población era de 502,67 hab./km². De los 4.420 habitantes, Rogersville estaba compuesto por el 94.05% blancos, el 3.62% eran afroamericanos, el 0.02% eran amerindios, el 0.54% eran asiáticos, el 0.11% eran isleños del Pacífico, el 0.23% eran de otras razas y el 1.43% pertenecían a dos o más razas. Del total de la población el 1.36% eran hispanos o latinos de cualquier raza.